# Окфуски
Окфуски (на английски: Okfuskee) е едно от основните подразделения на северноамериканското индианско племе мускоги. Градовете Окфуски са най – голямата група, която произлиза от Куса. Те не се споменават от Ернандо де Сото, но доказателствата сочат, че се появяват в доста ранен етап. На карта от 1733 г. са показани два града Окфуски, първият между реките Куса и Талапуса, а другият нагоре по Талрапуса. През 1738 г. испанците споменават втория град под името Оифаско Талахаси. Двата града се споменават отново през 1750 г., а в списък на крикските градове от 1760 г. първият е изброен като Акфиикучи (Малко Окфуски), а вторият Акфачи (Окфуски). Последният е „Великият Окухуски Таун“ споменат от Джеймс Адеър, намиращ се на западния бряг на Талапуса. В преброяването от 1832 г., главният град Окфуски не се споменава, защото през това време променя името си на Цатоксофка. Друг клон се нарича Абикучи, който вероятно е населен от хора абика. Следващият град е известен като Тукабачи Талахаси, вероятно защото заема мястото, където преди това живеят хората тукабаче. През 1797 г. този град сменя името си на Талмуцаси. Един от най-старите градове на окфуски е Сукаиспога, който през 1799 г. се обединява с града Имукфа, заради което името му не се среща в преброяването от 1832 г. Градът Имукфа е основан от хора от града Чоуокохачи и се намира под градовете Нюячо и Тотогаги. Тотогаги е известен по-късно като Хичисихоги и изглежда е обединение на два първоначално независими града.
В много ранен период няколко града на окфуски са разположени в горната част на Чатахучи. Единият от тях е наречен Тукпафка. През 1777 г. Тукпафка се местят на Талапуса, където наричат новия град Нюяка. Други три града са Цулаконини, Холитайга и Цаки лако. През 1793 г. тези три града са нападнати от милицията на Джорджия. Пострадали жестоко от нападението, жителите им се местят на Талапуса, където основават нов град под името Окфускучи, точно срещу основният град Окфуски. В списъка от преброяването от 1832 г. се появява и името на един сравнително късен град наречен Кохамуцисаца.